# Terrisaaret (ö i Mellersta Finland, Jämsä)
Terrisaaret är en ö i Finland. Den ligger i sjön Päijänne och i kommunen Kuhmois i landskapet Mellersta Finland, i den södra delen av landet, 160 km norr om huvudstaden Helsingfors. Öns area är 7 hektar och dess största längd är 400 meter i sydöst-nordvästlig riktning.  Notera att namnet antyder att det är fråga om flera öar.